# トゥモロー チルドレン
『トゥモロー チルドレン』（The Tomorrow Children）はキュー・ゲームスが開発し、ソニー・インタラクティブエンタテインメントより配信されているPlayStation 4専用ゲームソフト。

## 概要
実際の歴史とは異なるパラレルワールドの社会主義国家を舞台としたソーシャルアクションゲーム。ソ連の実験により壊滅した世界を舞台に、他のプレイヤーと協力しながら世界の再建を目指す。オンライン専用タイトルだが、他のMMORPGなどと違うところは、他のプレイヤーが基本的に目に見えないこと。
グラフィックはPS4の性能を生かしつつ「レイヤード・ボクセル・コーン・ライティング」という特殊な描画手法を使い、人形のようなレトロチックで温かみのあるものになっている。
サービスは2017年11月1日に終了し、現在はプレイできない。

## あらすじ
1967年、ソビエト連邦である実験が行われた。「人類の意識を共有する」というこのプロジェクトは失敗に終わり、人類の肉体と意識が溶けて固まった「ボイド」が地球上を覆い、ほとんどの物質が消滅してしまった。その上、ボイドの中にあった人々の恐怖心からは「イズベルク」という巨大な怪獣が生まれ、わずかな生存者も危機にさらされた。僅かに生き残った人々は研究を重ね、およそ1世紀が過ぎたころ、ボイドから発見される「マトリョーシカ」から人間を再生する方法を開発する。生存者はボイド上で活動を行う「プロジェクション・クローン」と呼ばれる生命体を生み出し、人類復活計画を開始する。

## 開発

### CG制作
本作のアートディレクションは、キュー・ゲームスの代表取締役であるディラン・カスバートが務め、どのゲームのグラフィックとも異なる独特な視覚表現を目指した結果、チェコのマリオネットを基にした表現を取り込む方針を打ち出した。
キャラクターはレベル・オブ・ディテール（予め作った視点からの距離ごとの詳細度の3Dモデルを撮影ごとに切り替える方法）という方法で製作されており、キャラクター1人分のポリゴン数は約2万ポリゴンである。
また、本作のキャラクター制作における特徴の一つとして、キャラクターの全身用のテクスチャ以外にも眼球を表現するためのテクスチャが用意されている点があげられる。